# ヤコ・ペイパー
ヤコ・ペイパー（Jaco Peyper、1980年5月13日 - ）は、南アフリカ共和国のラグビーユニオンレフリー（審判員）。南アフリカ共和国・ブルームフォンテーン出身。

## 略歴
2008年、スーパーラグビーでのレフリーデビュー。
そして2015年、2015年W杯の担当レフリーになって現在も継続中。
また2019年、2019年W杯にてレフリー担当したウェールズ代表対フランス代表の試合後、ウェールズ代表ファンとフランス代表で退場となった選手を揶揄するポーズの写真を撮ったため謝罪した。